# Skarvhalsen
Skarvhalsen är ett bergspass i Antarktis. Det ligger i Östantarktis. Norge gör anspråk på området. Skarvhalsen ligger 2 436 meter över havet.
Terrängen runt Skarvhalsen är lite kuperad. Trakten är obefolkad. Det finns inga samhällen i närheten.